# ФК Нант
Фудбалски клуб Нант (фр. Football Club de Nantes) је професионални француски фудбалски клуб из града Нанта и тренутно игра у Првој лиги Француске, пошто се у сезони 2012/13. као трећи у Другој лиги пласирао у виши ранг. Клуб је основан 1943. године и домаће утакмице игра на стадиону Бижур.
Клуб има једну од најимпресивнијих историја у Француском фудбалу са освојених осам титула Прве лиге, четири трофеја купа, три трофеја суперкупа Француске и један трофеј лига купа Француске. На европској сцени највећи успех клуба је играње у полуфиналима купа победника купова (1979/80). и Лиге шампиона (1995/96).

## Највећи успеси

### Национални
- Прва лига Француске
  - Првак (8) : 1964/65, 1965/66, 1972/73, 1976/77, 1979/80, 1982/83, 1994/95, 2000/01.
  - Вицепрвак (7) : 1966/67, 1973/74, 1977/78, 1978/79, 1980/81, 1984/85, 1985/86.
- Друга лига Француске
  - Вицепрвак (2) : 1962/63, 2007/08.
- Куп Француске
  - Освајач (4) : 1978/79, 1998/99, 1999/00, 2021/22.
  - Финалиста (6) : 1965/66, 1969/70, 1972/73, 1982/83, 1992/93, 2022/23.
- Лига куп Француске
  - Освајач (1) : 1964/65.
  - Финалиста (1) : 2003/04.
- Суперкуп Француске
  - Освајач (3) : 1965, 1999, 2001.
  - Финалиста (5) : 1966, 1973, 1995, 2000, 2022.

### Међународни
- Лига шампиона
  - Полуфинале (1) : 1995/96.
- Куп победника купова
  - Полуфинале (1) : 1979/80.
- Куп УЕФА
  - Четвртфинале (2) : 1985/86, 1994/95.
- Интертото куп
  - Полуфинале (3) : 1996, 2003, 2004.
- Куп Алпа
  - Освајач (1) : 1981/82.